# 福井県道265号ふくい健康の森線
福井県道265号ふくい健康の森線（ふくいけんどう265ごう ふくいけんこうのもりせん）は福井県福井市内の主要地方道と主要地方道を結ぶ一般県道である。

## 路線概要
1999年の第12回全国健康福祉祭（ねんりんピック）主会場となったふくい健康の森内の各施設を沿線に配置し、ふくい健康の森へのアクセスと健康の森内の各施設同士のアクセスをより円滑にする役割を担っている。路線名に県の施設が使用されている唯一の道路だが、清水地区周辺にしか知られておらず、特に嶺南ではほとんど認知されていない。今後健康の森自体の認知度が高まれば、さらに役割の重要度が増す路線である。

### 路線データ
- 起点：福井県福井市坪谷町
- 終点：同市島寺町

## 道路状況
健康を意識する人たちへ向けた施設であるため、昼間の利用が多く夜間の利用はほとんどない。また同じ理由で休日の利用が多く平日の利用は少ない。休日の昼間は混雑も多く起点や終点の交差点では渋滞が起こることもしばしばある。利用は平日の昼間がもっとも好ましいと思われる路線である。

## 交差する道路
- 福井県道32号清水美山線（福井市坪谷町、起点）
- 旧丹南広域農道（福井市島寺町・島寺交差点、終点）
- 福井県道28号福井朝日武生線（福井市島寺町・島寺交差点、終点） - 南方向は旧丹南広域農道。

## 沿線
- ふくい健康の森
- 福井県立すこやかシルバー病院
- 福井県立清水特別支援学校・福井県立福井南特別支援学校高等部清水分教室
- 福井市清水中学校
- 福井市清水図書館